# Balanoglossus misakiensis
Balanoglossus misakiensis är en djurart som tillhör fylumet svalgsträngsdjur, och som beskrevs av Kuwano 1902. Balanoglossus misakiensis ingår i släktet Balanoglossus och familjen Ptychoderidae. Inga underarter finns listade i Catalogue of Life.